# 恋愛睡眠のすすめ
『恋愛睡眠のすすめ』（れんあいすいみんのすすめ、仏: La Science des rêves、英: The Science of Sleep）は、2006年のフランス・イタリア合作映画。監督・脚本は、ミシェル・ゴンドリー。

## あらすじ
父の死をきっかけに母の住むフランスへやってきたステファン。マンションの隣の部屋に住むステファニーのことが気になるが、なかなか一歩が踏み出せない。仕事もうまくいかず、自分だけの夢の世界に逃げ込む日々。そして、夢と現実の境目が混乱し始めたある日、彼は夢うつつの状態でステファニーの部屋へラブレターを届けてしまう。彼の運命やいかに……。

## キャスト
| 役名           | 俳優                       | 日本語吹替 |
| -------------- | -------------------------- | ---------- |
| ステファン     | ガエル・ガルシア・ベルナル | 浪川大輔   |
| ステファニー   | シャルロット・ゲンズブール | 松下こみな |
| ギィ           | アラン・シャバ             | 石井隆夫   |
| 母クリスチーヌ | ミュウ＝ミュウ             | 大西多摩恵 |
| プシェ氏       | ピエール・ヴァネック       | 宝亀克寿   |
| ゾーイ／ゾエ   | エマ・ドゥ・コーヌ         | 田村真紀   |
| マルチーヌ     | オレリア・プティ           |            |
| セルジュ       | サシャ・ブルド             |            |

## 受賞
- 第39回シッチェス・カタロニア国際映画祭-観客賞